# Komprese dat
Komprese dat (také komprimace dat) je zpracování počítačových dat s cílem zmenšit jejich objem (jednotka: bajt) při současném zachování informací v datech obsažených. Úkolem komprese dat je zmenšit datový tok při jejich přenosu nebo zmenšit potřebu zdrojů při ukládání informací. Obecně se jedná o snahu zmenšit velikost datových souborů, což je výhodné pro jejich archivaci nebo pro přenos přes síť s omezenou rychlostí (snížení doby nutné pro přenos). Komprese může být nutná při omezené datové propustnosti, např. mobilní telefon komprimuje hovor pro přenos GSM sítí.
Zvláštními postupy – kódováním, které je dané zvoleným kompresním algoritmem, se ze souboru odstraňují redundantní (nadbytečné) informace, zvyšuje se entropie dat. Komprese dat lze rozdělit do dvou základních kategorií:
- Ztrátová komprese – při kompresi jsou některé informace nenávratně ztraceny a nelze je zpět zrekonstruovat. Používá se tam, kde je možné ztrátu některých informací tolerovat a kde nevýhoda určitého zkreslení je bohatě vyvážena velmi významným zmenšením souboru. Používá se pro kompresi zvuku a obrazu (videa), při jejichž vnímání si člověk chybějících údajů nevšimne nebo si je dokáže domyslet (do určité míry).
- Bezeztrátová komprese – obvykle není tak účinná jako ztrátová komprese dat. Velkou výhodou je, že komprimovaný soubor lze dekompresí rekonstruovat do původní podoby. To je nutná podmínka při přenášení např. počítačových dat, výsledků měření, textu, kde by ztráta i jediného znaku mohla znamenat nenávratné poškození souboru.

## Kompresní poměr
Kompresní poměr je podíl velikosti nekomprimovaných (vstupních) dat k velikosti komprimovaných (výstupních) dat. Například při kompresi souboru o velikosti 10MB do souboru s velikostí 2MB je poměr 10/2 = 5 (tj. poměr 5:1). Kompresní poměr je ovlivněn volbou kompresního algoritmu i typem komprimovaných dat. Úspora místa je vyjádřena jako 1 – velikost komprimovaných dat/velikost nekomprimovaných dat → 1 − 1/kompresní poměr, v našem příkladě 1 − 1/5 = 0,8 (tj. 80% úspora).
Například nekomprimované skladby na Audio CD mají datový tok přibližně 1,35 Mb/s, zatímco komprimované zvukové soubory (např. moderní formát AAC podporovaný přehrávačem Apple iPod či všeobecně známý formát MP3) mají typicky 128 Kb/s. Kompresní poměr je přibližně 11 a úspora datového toku přibližně 90 %. Jedná se pochopitelně o ztrátovou kompresi, pro bezeztrátovou kompresi jsou (pro stejný typ dat) typické poměry do 2.
V případě bezeztrátové komprimace nelze dosáhnout vyšší komprese, než je míra entropie komprimovaných dat.